# Alvorada de Minas
Alvorada de Minas este un oraș din unitatea federativă Minas Gerais, Brazilia.